# Micrurapteryx salicifoliella
Micrurapteryx salicifoliella là một loài bướm đêm thuộc họ Gracillariidae. Nó được tìm thấy ở Canada (Québec, Alberta, Saskatchewan, Manitoba, the Northwest Territories) và Hoa Kỳ (bao gồm Missouri, Ohio, Illinois, Minnesota, Alaska, Vermont, Kentucky, Michigan, Texas, California).
Sải cánh dài khoảng 9 mm.
Ấu trùng ăn Populus species (bao gồm Populus balsamifera, Populus tremuloides và Populus grandidentata) và Salix species (bao gồm Salix alba, Salix arbusculoides, Salix babylonica, Salix bebbiana, Salix brachycarpa, Salix exigua, Salix glauca, Salix integra, Salix interior, Salix lasiandra, Salix longifolia, Salix monticola, Salix novae-angliae, Salix planifolia và Salix scouleriana). Chúng ăn lá nơi chúng làm tổ. Tổ nằm ở mặt trên của lá, sometimes covering the entire leaf area.